# Samuel Bowring
Samuel A. Bowring (* 27. September 1953 in Portsmouth (New Hampshire); † 17. Juli 2019) war ein US-amerikanischer Isotopen-Geochemiker und Geologe.

## Leben und Werk
Bowring studierte an der University of New Hampshire in Durham mit dem Bachelor-Abschluss in Geologie 1976 und am New Mexico Institute of Mining and Technology mit dem Master-Abschluss 1980 und wurde 1985 an der University of Kansas in Lawrence in Geologie bei Randall Van Schmus promoviert. Ab 1984 lehrte er zunächst als Assistant Professor an der Washington University in St. Louis und ab 1991 war er Professor am Massachusetts Institute of Technology, wo er Robert R. Shrock Professor für Geologie im Department of Earth, Atmospheric and Planetary Sciences (EAPS) war. 1995 war er Louis Murray Fellow an der Universität Kapstadt.
In den 1980er Jahren datierte er mit Ian Williams eine der ältesten Gesteinsformationen der Erde, den Acasta-Gneis in Nordwest-Kanada (teilweise etwas über 4 Milliarden Jahre alt). Bowring konnte anhand der Gneise auch zeigen, dass damals schon eine längere Periode der plattentektonischen Wiederaufarbeitung der Kruste existierte, was die gängige Auffassung einer stetigen Entstehung der Erdkruste überholte.
2013 datierte er mit John P. Grotzinger und anderen die Kambrium-Präkambrium-Grenze neu auf rund 542 Millionen Jahre. In diesem Zusammenhang untersuchte er auch die Entwicklung der Biodiversität und die Evolutionsraten im frühen Kambrium (Kambrische Explosion) und fand, dass diese Periode eher 5 bis 6 statt 10 bis 50 Millionen Jahre dauerte.
In einer 2014 veröffentlichten Studie engte er mit Kollegen das Massenaussterben an der Perm-Trias-Grenze auf zwei Perioden von 60.000 Jahren ein.
Mit Doug Erwin initiierte er die Earthtime Initiative, um die verschiedenen Isotopen-Datierungsmethoden zu kalibrieren und miteinander in Vereinbarkeit zu bringen. In seinem Labor wendete er Isotopentechniken auch auf Umweltverschmutzung an. Am MIT wurde er für Undergraduate-Unterricht ausgezeichnet (Everett Moore Baker Memorial Award 2007) und war eine treibende Kraft hinter der Terrascope Initiative des Unterrichts von Undergraduates über komplexe globale Fragen zu Nachhaltigkeit und Klima.
Bowring war Mitglied der American Association for the Advancement of Science, der American Academy of Arts and Sciences (2013) und der National Academy of Sciences (2015). 2016 erhielt er die Walter H. Bucher Medal und er erhielt den Norman L. Bowen Award. Er war Fellow der Geochemical Society und der Geological Society of America.

## Schriften (Auswahl)
Außer die in den Fußnoten zitierten Arbeiten.
- mit C. E. Isachsen, E. Landing, S. D. Samson: New constraint on the division of Cambrian time, Geology, Band 22, 1994, S. 496–498
- mit J. P. Grotzinger, B. Z. Saylor, A. J. Kaufman: Biostratigraphic and geochronologic constraints on early animal evolution, Science, Band 270,1995, S. 598–604
- mit J. P. Grotzinger, J. C. Isachsen, A. H. Knoll, S. Pelechaty, P. Kolosov: Calibrating Cambrian Evolution, Science, Band 261, 1993, S. 1293–1298
- mit D. H. Erwin, Y. G. Jin, M. W. Martin, K. Davidek, W. Wang: Geochronology of the end-Permian mass extinction, Science, Band 280, 1998, S. 1039–1045
- mit K. Davidek, E. Landing, J. Adrain u. a.: New uppermost Cambrian U-Pb date from Avalonian Wales and the age of the Cambrian-Ordovician boundary, Geological Magazine, Band 135, 1998, S. 303–309